# Choerodon margaritiferus
 Choerodon margaritiferus és una espècie de peix de la família dels làbrids i de l'ordre dels perciformes.

## Morfologia
Els mascles poden assolir els 11 cm de longitud total.

## Distribució geogràfica
Es troba a Nova Caledònia i a les Filipines.